# Saariniemi-Tervalahti
Saariniemi-Tervalahti este o arie protejată (arie de protecție specială avifaunistică — SPA) din Finlanda întinsă pe o suprafață de 106 ha, integral pe uscat.

## Localizare
Centrul sitului Saariniemi-Tervalahti este situat la coordonatele 62°41′24″N 29°22′16″E / 62.69°N 29.3711°E.

## Înființare
Situl Saariniemi-Tervalahti a fost declarat arie de protecție specială avifaunistică în august 1998 pentru a proteja 25 de specii de animale.

## Biodiversitate
Situată în ecoregiunea boreală, aria protejată nu include niciun habitat protejat.
La baza desemnării sitului se află mai multe specii protejate de  păsări (25): minunița (Aegolius funereus), acvilă de munte (Aquila chrysaetos), ciuf de câmp (Asio flammeus), cocoșul de mesteacăn (Bonasa bonasia), erete de stuf (Circus aeruginosus), erete vânăt (Circus cyaneus), gușă vânătă (Cyanecula svecica), ciocănitoare neagră (Dryocopus martius), presură de grădină (Emberiza hortulana), Emberiza rustica, șoim de iarnă (Falco columbarius), vânturel roșu (Falco tinnunculus), muscar (Ficedula parva), ciuvică (Glaucidium passerinum), Hydrocoloeus minutus, sfrâncioc roșiatic (Lanius collurio), Lyrurus tetrix tetrix, codobatura galbenă (Motacilla flava), viespar (Pernis apivorus), pitulice verzuie (Phylloscopus trochiloides), ciocănitoare de munte (Picoides tridactylus), huhurezul mic (Strix uralensis), Surnia ulula,  cocoș de munte (Tetrao urogallus), fluierar de mlaștină (Tringa glareola).
Pe lângă speciile protejate, pe teritoriul sitului au mai fost identificate 23 de specii de păsări, 2 specii de amfibieni, 2 specii de mamifere.